# 몬스터 트럭

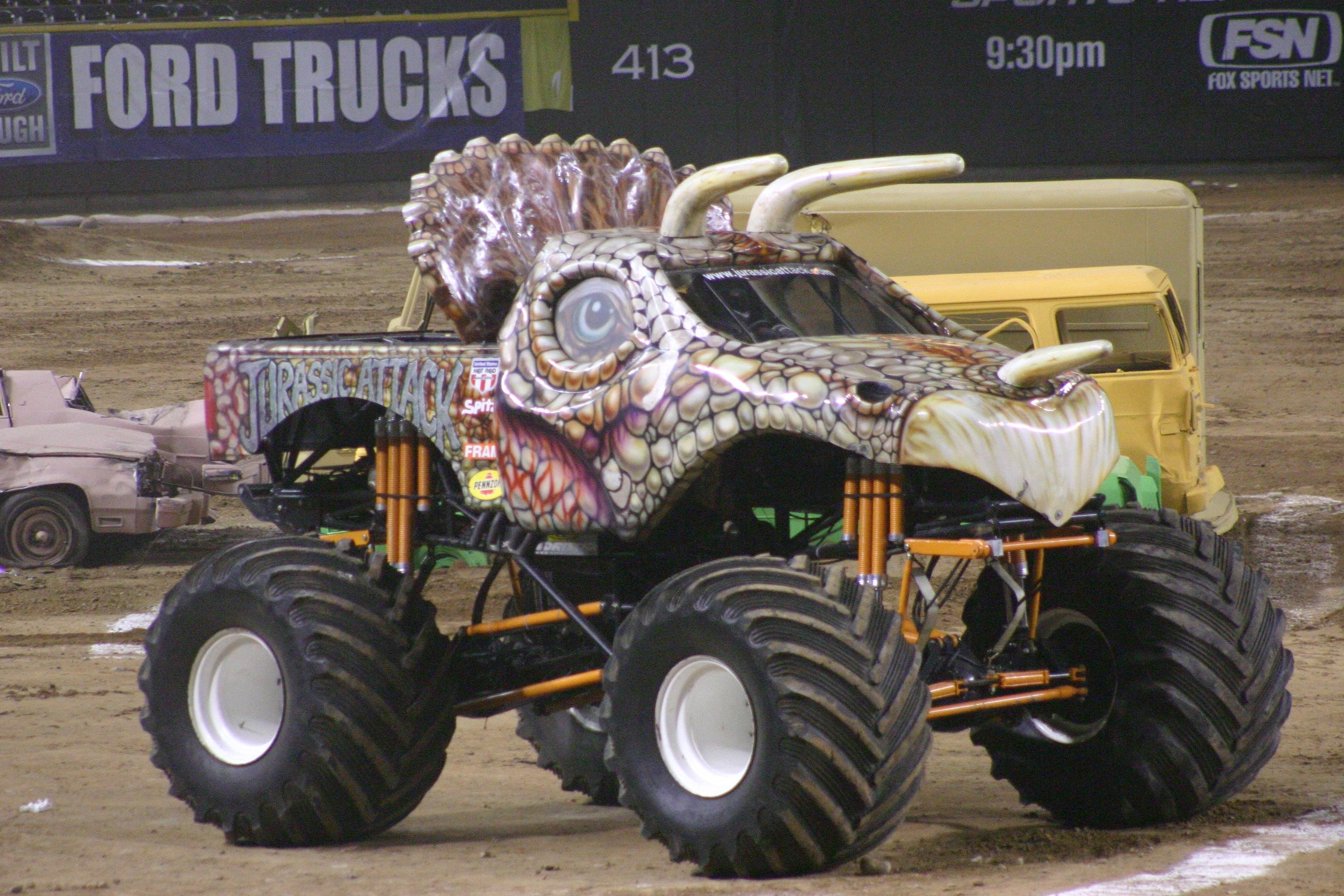
공룡 모양으로 되어있는 몬스터 트럭

몬스터 트럭(또는 괴물 트럭)은 기존의 픽업 트럭에 거대한 바퀴와 서스펜션이 장착되어 있는 자동차다.
몬스터 트럭잼이라 불리는 오락 경기에 참가하기 위해 만들어졌다.